# یارسلاوا بلاژکووا
یارُسلاوا بلاژکووا (انگلیسی: Jaroslava Blažková؛ ۱۵ نوامبر ۱۹۳۳ – ۲۰ فوریهٔ ۲۰۱۷) نویسنده، روزنامه‌نگار و نویسنده کودکان اهل کشور چکسلواکی بود. او که در Velké Meziříčí در جمهوری چک کنونی به دنیا آمد، ابتدا دبیرستان را در پراگ گذراند اما تحصیلات خود را در براتیسلاوا به پایان رساند. پس از تحصیل در بخش فلسفی دانشگاه کمنیوس براتیسلاوا، در سال ۱۹۵۴ به عنوان روزنامه‌نگار و نویسنده آزاد مشغول به کار شد. در اوایل دهه ۱۹۶۰، او یکی از مهم‌ترین همکاران مجله Mladá Tvorba، یک مجله ادبی برای جوانان شد. او همچنین یکی از اعضای اصلی گروه موسوم به نسل ۵۶ از نویسندگان جوان بود که داستان‌های کوتاه بدیع را در مجله‌های Mladá tvorba, Kultúrny život و دیگر مجلات منتشر می‌کرد که به سبک محاوره‌ای با مضامین کنایه‌آمیز نوشته می‌شد. پس از تهاجم شوروی به چکسلواکی در سال ۱۹۶۸، او به کانادا مهاجرت کرد و در تورنتو ساکن شد.